# Skydropx
Skydropx es una plataforma de reventa de guías para envíos. Su sede central está ubicada en Tampico, Tamaulipas, México. No obstante, también cuenta con operaciones en Colombia. 

## Historia
Skydropx fue fundada en 2014 con el objetivo de hacer simple la logística, reduciendo el tiempo en las entregas de última milla. La empresa recaudó una ronda de inversión Serie A d aproximadamente $20 millones, codirigido por 645 financiadoras capital riesgo y asociados, lo que marcó un hito para la logística del comercio electrónico en México. También participaron en la ronda las empresas de logística electrónica Shippo y Flexport, así como el cofundador de Tinder, Justin Mateen, FJ Labs y Cometa. El capital se suma a los $27 millones que la compañía ha recaudado desde su fundación en 2014 de diferentes inversores, incluidos FJ Labs, Cometa, Dynamo y Sierra Ventures.
La empresa proporciona hasta un 70% de reducción en los gastos de logística, un crecimiento de los ingresos de hasta 3 veces al poder desplazar las opciones de envío y los costos en tiempo real y hasta un 91% de optimización de las operaciones de una empresa al evitar errores de datos. En un principio, y bajo el nombre de Skydrop (sin la x), la startup funcionaba bajo un esquema “Uber Eats” de última milla, enfocada en la entrega de comida. Entre los años 2015-2016, la plataforma se concentró en la logística local de e-commerce y retail. Esto la convirtió en la pionera en entregas "el mismo día" para pymes y empresas más grandes.
A partir del año 2018, se enfocó en el desarrollo de soluciones para plataformas eCommerce, a  través de integraciones más robustas con Shopify, PrestaShop, WooCommerce, entre otras de las tecnologías más utilizadas por los negocios y emprendedores en México. En el momento en el que se presenta un crecimiento exponencial, la marca sigue evolucionando. Para entonces, el modelo de agregador de paqueterías y soluciones de automatización en los procesos de entrega abarcaba el 90% de los ingresos de la compañía, lo que significó el fin de las entregas de última milla y comidas locales. Posteriormente, se integraron soluciones de tecnología más específicas a través de membresía como: rastreo y centralización de operaciones en un solo sitio. Fue en este momento en el que todo se consolidó bajo una sola marca: Skydropx.
Skydropx es reconocida por la Asociación Mexicana de Ventas Online (AMVO) como el mejor software logístico para negocios. La plataforma permite conectar con más de 30 opciones de paquetería y marketplaces.
En 2021, Skydropx inicia operaciones en Colombia. 
Actualmente, Skydropx procesa millones de envíos y ofrece una solución robusta para todo el proceso logístico de las empresas.

## Panorama de la logística en México
De acuerdo a un estudio realizado por la AMVO,  el e-commerce generó en el año 2020 un total de $316 mil millones de pesos, lo que a su vez representa un 9% total del canal de menudeo en México.
A raíz del confinamiento por COVID-19, las ventas en el canal de e-commerce han aumentado lo que a su vez, y en ciertos productos, produjo un aumento de la demanda de hasta el 100% con respecto al año anterior.
De la misma manera, en el sector logístico se pudo notar que las compañías de transporte pudieron asumir volúmenes de reparto más grandes, esto principalmente por la disminución del tráfico producto del confinamiento. Además, esto ayudó a que se mejorara la eficiencia de los traslados y la recepción de los envíos.
Eso ha acarreado ciertos retos para el sector logístico y las tiendas online. En el sector logístico se notan retos como: elevados costos operativos, congestión del tráfico, rezago tecnológico en procedimientos realizados en papel, atrasos en los envíos y la complejidad de los mismos, la planificación y la previsión de oferta y demanda así como la fidelización del cliente.

## Crecimiento: inversiones y obtención de crédito
En 2015, Skydropx recibió una inversión Seed Round por parte de BoomStartup.
Después, en el 2016 recibió dos inversiones. La primera inversión Venture Round por un monto de 735 mil dólares. La segunda inversión Non Equity Assistance de parte de Dynamo por un monto de 30 mil dólares.
A esto se unió la inversión Pre Seed Round en el año 2017 de parte de Dynamo, S Ventures, Chris Thomas y Alexis de Belloy por un monto de 1.2 millones de dólares (mdd).
En el año 2018 levantó otra inversión. En esa ocasión una inversión Seed Round de parte de JAM Fund, Y Combinator, FJ Labs, Sierra Ventures, Soma Capital, Justin Mateen, entre otros por un monto de 5 millones de dólares (mdd).
En 2021, Skydropx recibió una ronda de inversión Serie A por 20 millones de dólares (mdd) por parte de 645 Ventures y Base10 Partners. Así como las compañías del sector logístico: Shippo y Flexport. Además de FJ Labs, Cometa y Justin Mateen, cofundador de Tinder.

## Premios y reconocimientos
- En 2020 Skydropx es reconocida por Forbes como una de las 30 promesas de los negocios.[5]
- En 2021 a Skydropx se le concede el sello de calidad “Best Place to Code” y es reconocida como una de las mejores empresas de tecnología para trabajar.[6]